# Paul Natorp
Paul Natorp (24. ledna 1854 Düsseldorf – 17. srpna 1924 Marburg) byl německý filosof a pedagog, spoluzakladatel marburské větve novokantovství. Lze ho považovat za zakladatele sociální pedagogiky.

## Biografie
Narodil se v rodině protestantského faráře, studoval hudbu, historii, klasické jazyky a filosofii v Berlíně a v Bonnu a promoval roku 1876 ve Štrasburku. Roku 1881 se habilitoval u Hermanna Cohena v Marburgu, kde pak byl v letech 1885–1922 profesorem. Kromě filosofie věnoval se také pedagogice a hudbě, složil řadu písní i komorních skladeb.
V Natorpově myšlení, které navazuje ovšem na Kanta, hraje velkou roli představa vztahu (relace), jež potom ovlivnila program logického positivismu a analytické filosofie. „Myslet znamená být ve vztahu.“
Natorp významně ovlivnil mladého Edmunda Husserla, H.-G. Gadamera a z Natorpových žáků dále vynikl Ernst Cassirer. V letech 1923–1924 intenzivně spolupracoval i s Martinem Heideggerem, zejména ohledně filosofie a logiky Dunse Scota. V pedagogice byl Natorp zastáncem bezplatné školy pro všechny a dalších socialistických ideálů.
Z jeho spisů se dočkaly dalších vydání:
- Sozialpädagogik (Sociální pedagogika, 1899)
- Platos Ideenlehre (Platónova nauka o idejích, 1903);

posmrtně vyšlo:
- Allgemeine Logik (Obecná logika, 1979)
- Philosophische Systematik (Filosofická systematika, 1958)